# Andreas Sieber
Andreas Sieber (* 1518 in Pegau; † 2. Juni 1594 in Leipzig) war ein deutscher Politiker und zwischen 1584 und 1593 insgesamt viermal Bürgermeister der Stadt Leipzig. 

## Werdegang
Sieber wurde 1576 in den Rat der Stadt Leipzig gewählt. Im gleichen Jahr wurde er zum Stadtrichter ernannt. In den Jahren 1584, 1587, 1590 und 1593 war er Bürgermeister in Leipzig. In seine letzte Amtszeit fiel im Mai 1593 der sog. Calvinistensturm, bei dem eine aufgebrachte Menge Häuser von meist ausländischen Kaufleuten überfielen, die als Anhänger des Calvinismus galten.